# Consejo Nacional de Desarrollo Urbano
El Consejo Nacional de Desarrollo Urbano (abreviado CNDU) fue un organismo público chileno, encargado de velar por el cumplimiento de la Política Nacional de Desarrollo Urbano (PNDU). Su misión es ser un órgano consultivo y asesor que de forma permanente (indefinida en el tiempo) haga propuestas de reformas y verificará el avance en la implementación y el cumplimiento del Programa de las Naciones Unidas para el Desarrollo (PNUD). El Consejo está compuesto por un presidente, un secretario ejecutivo y, treinta y un consejeros, en los que destacan presidentes de gremios empresariales, alcaldes, concejales, ministros (y exministros), subsecretarios, y parlamentarios.

## Historia
El Consejo Nacional de Desarrollo Urbano fue creado el 4 de marzo de 2014, como "una nueva expresión pública de la necesidad de erigir visiones compartidas entre el Estado, el sector privado y la sociedad civil, para la construcción de ciudades más equitativas y justas, más democráticas y participativas, más dinámicas, prósperas e innovadoras". En resumen, ciudades más sustentables.
Las prioridades en las que ha enfocado sus propuestas durante sus primeros años de funcionamiento han apuntado a las cuatro deudas principales de nuestras ciudades: la desigualdad en el acceso de la población a los bienes públicos urbanos, la creciente segregación social y la exclusión urbana, el acentuado centralismo y sectorialismo de la gestión urbana y, por último, la necesidad de incrementar los niveles de democratización y participación social en la construcción de las ciudades.
El 2022 el Gobierno de Chile creó el Consejo Nacional de Desarrollo Territorial (CNDT), fusionando el Consejo Nacional de Desarrollo Urbano (CNDU) y el Consejo Nacional del Desarrollo Rural (CNDR), manteniendo el rol de asesor presidencial para la implementación de la Política Nacional de Desarrollo Urbano (PNDU), la Política Nacional de Desarrollo Rural (PNDR) y de la Política Nacional de Ordenamiento Territorial (PNOT).

## Misión y visión
El Consejo Nacional de Desarrollo Urbano debe proponer reformas concretas en el marco de la PNDU, reconociendo la necesidad de ajustes institucionales y nuevos énfasis y enfoques de la acción del Estado en materias de Vivienda, Desarrollo Urbano, Transporte y Obras Públicas, entre otras. Sus principales tareas son:
- Estudiar las políticas sectoriales en aquellas materias que tengan incidencia en el desarrollo de las ciudades y el territorio, haciendo las proposiciones pertinentes.
- Estudiar la legislación nacional vigente aplicable al desarrollo urbano y territorial y proponer las reformas y perfeccionamientos que sea pertinente, tanto en el ámbito institucional como legal y funcional.
- Convocar a mesas de trabajo regionales para asegurar que las realidades regionales son debidamente tomadas en cuenta en las proposiciones que haga el CNDU.[3]

## Secretaría Ejecutiva
Para apoyar el funcionamiento del CNDU, se creó una Secretaría Ejecutiva, compuesta por un equipo profesional multidisciplinario. Este grupo técnico, liderado actualmente por Pilar Giménez, está encargado de:
- Prestar apoyo técnico a la presidencia del consejo.
- Coordinar los grupos de trabajo que se constituyen para implementar las líneas de trabajo del CNDU.
- Coordinar estudios y asesorías de apoyo contratadas para estos fines.
- Apoyar la generación de información para el seguimiento y evaluación de políticas urbanas.
- Coordinar la implementación de foros e instancias de debate ciudadano en distintas ciudades del país.
- Coordinar las sesiones plenarias del consejo, levantar actas ejecutivas de cada sesión y elaborar una memoria anual de las actividades desarrolladas por el consejo.
- Crear y mantener el sitio web de la institución, con la finalidad de informar a la ciudadanía en materias asociadas al desarrollo urbano, avances de reformas, actividades del consejo y foros para canalizar aportes e ideas de los ciudadanos.[5]